# Tayshaneta microps
Espèce
Synonymes
- Leptoneta microps Gertsch, 1974
- Neoleptoneta microps (Gertsch, 1974)

Tayshaneta microps est une espèce d'araignées aranéomorphes de la famille des Leptonetidae.

## Distribution
Cette espèce est endémique du Texas aux États-Unis. Elle se rencontre dans la grotte Government Canyon Bat Cave dans le comté de Bexar.

## Description
La femelle holotype mesure 1,7 mm et le mâle décrit par Ledford et al. en  2012 mesure 1,27 mm.

## Publication originale
- Gertsch, 1974 : The spider family Leptonetidae in North America. Journal of Arachnology, vol. 1, no 3, p. 145-203 (texte original).